# Багговут, Николай Николаевич
Николай Николаевич Багговут (13 ноября 1853 — 1924) — русский военный деятель, участник русско-турецкой войны.
Сын генерал-лейтенанта Н. Г. Багговута.
Окончил 1-ю военную гимназию. В службу вступил 13.08.1870. Окончил Николаевское кавалерийское училище; в 1872 выпущен прапорщиком в лейб-гвардии Конно-гренадерский полк. Поручик (1876), штабс-капитан (1880), штабс-ротмистр (1882), ротмистр (1886), полковник (1892).
04.05.1897 — 11.01.1900 — командир 28-го Новгородского драгунского полка.
11.01.1900 — 10.02.1910 — управляющий Стрелецким государственным конным заводом, генерал-майор (1905).
10.02.1910 — 20.01.1911 — состоял по Военному министерству.
20.01.1911 — 15.02.1913 — председатель ремонтной комиссии Харьковского района.
15.02.1913 — 1917 — генерал для поручений при начальнике Управления ремонтирования армии, генерал-лейтенант (1913).
В 1918 мобилизован в РККА.
Дети:
- Багговут, Александр Николаевич, кавалерийский офицер
- Багговут, Владимир Николаевич (ум. 29.09.1984, Брюссель). Окончил Николаевское кавалерийское училище. Штабс-ротмистр 1-го гусарского, 17-го драгунского и лейб-гвардии Конно-гренадерского полков. Служил во ВСЮР, в июле 1919 командир эскадрона своего полка во 2-м Сводно-гвардейском кавалерийском полку, в октябре 1920 в Гвардейском кавалерийском полку. Тяжело ранен 10.1920. Ротмистр. Эвакуирован на транспорте «Ялта». В эмиграции в Конго и Бельгии. Полковник.

## Награды
- орден Святой Анны 4-й ст. (1878)
- орден Святого Станислава 3-й ст. с мечами и бантом (1878)
- орден Святой Анны 2-й ст. (1893)
- орден Святого Владимира 3-й ст. (1900)
- орден Святого Станислава 1-й ст. (1911)
- орден Святой Анны 1-й ст. (06.12.1914)
- орден Святого Владимира 2-й ст. (22.03.1915)
- орден Белого Орла (06.12.1916)